# Інкарас (Каунас)
Футбольний клуб «Інкарас» Каунас (лит. Inkaras Kaunas futbolo klubas) — колишній литовський футбольний клуб з Каунаса, що існував у 1937—2003 роках.

## Досягнення
- А-ліга
  - Чемпіон (7): 1950, 1951, 1954, 1964, 1965, 1995, 1996
  - Срібний призер (6): 1949, 1952, 1953, 1957, 1967, 1988
  - Бронзовий призер (6): 1961, 1962, 1963, 1969, 1987, 1997
- Кубок Литви
  - Володар (7): 1948, 1949, 1951, 1954, 1965, 1969, 1995
  - Фіналіст (6): 1950, 1960, 1987, 1996, 1997
- Суперкубок Литви
  - Володар (1): 1995
  - Фіналіст (1): 1996.

## Участь в єврокубках
| Сезон   | Турнір          | Раунд                   | Клуб           | Вдома | На виїзді | Сумарно |
| ------- | --------------- | ----------------------- | -------------- | ----- | --------- | ------- |
| 1995–96 | Кубок УЄФА      | Попередній раунд        | Брондбю        | 0–3   | 0–3       | 0–6     |
| 1996–97 | Кубок УЄФА      | Попередній раунд        | Славія (Софія) | 1–1   | 3–4       | 4–5     |
| 1997–98 | Кубок УЄФА      | 1 кваліфікаційний раунд | Брно           | 3–1   | 1–6       | 4–7     |
| 1998–99 | Кубок Інтертото | Перший раунд            | АНС Півані     | 1–0   | 0–1       | 1–1     |
|         |                 | Другий раунд            | Вердер         | 0–1   | 1–4       | 1–5     |